# Fuad Šašivarević
Fuad Šašivarević (Banja Luka, 14 agosto 1968) è un ex calciatore bosniaco, di ruolo centrocampista.

## Carriera

### Club
Cresciuto nelle giovanili del Borac Banja Luka con il quale esordì in prima squadra nel 1988 da diciannovenne. Con il Velikan iz Platonove raggiunse uno dei successi più importanti della storia del club vincendo la Coppa Mitropa, fu fautore dell'impresa segnando dal dischetto nella lotteria dei rigori della finale con il BVSC Budapest. Durante la Guerra di Jugoslavia si trasferì in Croazia dapprima nel Rijeka per poi nel 1994 trasferirsi nel Dinamo Zagabria. La permanenza a Zagabria fu deludente, dopo solo metà stagione e 11 presenze senza reti si trasferì nel Segesta con la quale raggiunse nel 1996 la finale di Coppa Intertoto contro il Silkeborg, segnando nella partita di ritorno la rete del 1 a 0 che però non bastò alla vittoria della competizione. Dopo l'esperienza a Sisak si trasferì nuovamente nella capitale croata, questa volta tra le file del NK Zagabria. Nel 1998 passò nel Uerdingen 05 in 2. Bundesliga, per poi, dopo 13 presenze e 2 reti, tornare nei Pjesnici. Successivamente giocò nel Jedinstvo Bihać per poi chiudere la carriera agonistica nel Sarajevo.

## Palmarès

### Club

#### Competizioni nazionali
- Coppa di Bosnia: 1

Sarajevo: 2001-2002

#### Competizioni internazionali
- Coppa Mitropa: 1

Borac Banja Luka: 1992